# Esquirol nan de Weber
L'esquirol nan de Weber (Prosciurillus weberi) és una espècie de rosegador de la família dels esciúrids. És endèmic del nord i l'oest de Sulawesi (Indonèsia). El seu hàbitat natural són els boscos. Està amenaçat per la desforestació associada a la tala d'arbres a petita escala i l'agricultura.
Fou anomenat en honor del naturalista germanoneerlandès Max Wilhelm Carl Weber van Bosse.